# 貝納多湖
7°00′8.34″N 125°16′9.54″E / 7.0023167°N 125.2693167°E

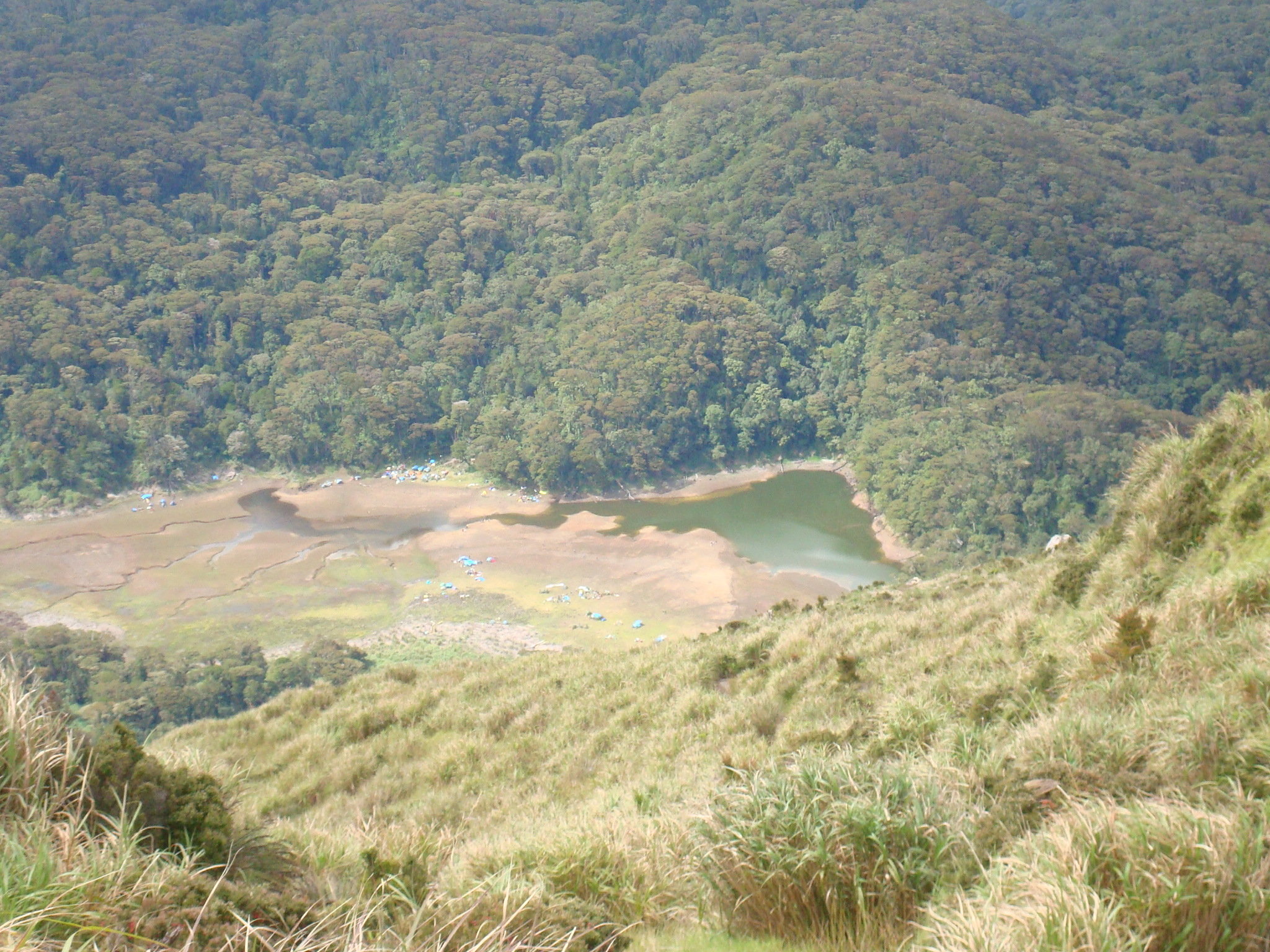

貝納多湖是菲律賓的湖泊，位於該國南部棉蘭老島的阿波火山腳，由哥打巴托省負責管轄，海拔高度2,194米，最大水深6.1米，該湖的面積在旱季因湖水蒸發而減少三分之二。